# Нидергаус, Владимир Викторович
Влади́мир Ви́кторович Нидерга́ус (нем. Vladimir Niederhaus; род. 13 августа 1967, Кокчетав) — казахстанский и российский футболист, нападающий немецкого происхождения.
Известен по выступлениям за футбольный клуб «Ротор» (Волгоград). За сборную России в 1994 году сыграл 1 официальный матч, а также 1 неофициальный (Россия — Сборная мира, 2:1). За сборную Казахстана сыграл 4 матча (3 в 1992 году, 1 в 2000 году), забил 1 гол — первый в истории национальной сборной Казахстана.

## Игровая карьера
Воспитанник кокчетавского футбола. Первый тренер — Сергей Владимирович Зайцев.
Начинал играть как правый полузащитник. Однако уже во 2-м сезоне за «Торпедо» (Кокчетав) его ставят в нападение и он забивает за сезон 17 голов. Продолжению карьеры помешал призыв в армию.
Вернувшись в «Торпедо», был вынужден выступать в КФК. В 1-й сезон забил 56 мячей, во 2-й — 60 мячей.
В 1991 году перешёл в клуб первой лиги чемпионата СССР «Кайрат» Алма-Ата.
В середине 1991 года у Нидергауса была возможность перейти в «Спартак» (Москва). Его пригласили на просмотр, свозили на стадион на календарный матч с «Динамо» («Спартак» выиграл 7:1), после чего было предложено остаться. Однако никто не гарантировал место в основе, а выделение квартиры обещали только через год. Когда в «Кайрате» узнали о просмотре Нидергауса, то сразу решили вопрос с квартирой — Владимир получил 4-комнатную квартиру (120 м²) в центре Алма-Аты.
В 1992 году недолго выступал в составе «Кайрата» уже в чемпионате Казахстана. 2 августа 1992 перешёл в российский футбольный клуб «Ротор» Волгоград, в котором на протяжении пяти лет наряду с Олегом Веретенниковым был лучшим бомбардиром и лидером команды. В составе «Ротора» Нидергаус трижды становился призёром чемпионата России и финалистом Кубка России.
После того как в концовке чемпионата России 1997 года «Ротор» в борьбе с московским «Спартаком» упустил шанс на чемпионский титул, Нидергаус покинул Волгоград и два года выступал в израильских клубах «Маккаби» Хайфа и «Маккаби» Герцлия. В 1999 году он вернулся в «Ротор», но былой силой команда уже не обладала и завершила чемпионат в конце турнирной таблицы. Всего в высшем дивизионе чемпионата России Нидергаус сыграл в 168 матчах, забил 68 голов (12 место среди всех игроков).
В 2000 году Нидергаус был приглашён в Казахстан в столичный клуб «Женис», с которым выиграл чемпионат, забив 15 голов в 28 играх. По итогам сезона 2000 года он стал вторым бомбардиром чемпионата, лучшим игроком «Жениса», а также был включён в список 11 лучших футболистов чемпионата. Помимо выступлений за «Женис» в 2000 году Нидергаус принял участие в одном товарищеском матче в составе сборной Казахстана.
После завершения профессиональной игровой карьеры в 2000 году переехал на постоянное место жительства в Германию в город Бремен. До 2004 года выступал за клубы низших лиг Германии «Пройссен» Мюнстер и ФК «Вайе». В 2005—2007 годах работал в России — занимал руководящие должности в волгоградском «Роторе» (спортивный и генеральный директор). С августа 2007 года — спортивный директор казахстанского футбольного клуба «Шахтёр» Караганда. В 2010 году перешёл на руководящую должность в казахстанском «Локомотиве» Астана. С 2011 года вновь спортивный директор карагандинского «Шахтёра».
18 июня 2012 года был назначен директором департамента сборных команд Федерации футбола Казахстана.
9 декабря 2015 года был назначен на должность исполнительного директора клуба «Шахтёр» Караганда.
С июля 2017 года до конца 2018 — спортивный директор ФК «Тобол» Костанай. До июля 2019 — технический директор клуба.
По состоянию на май 2020 — заместитель председателя комитета национальных сборных Казахстанской федерации футбола.
С 2021 года по январь 2023 года — спортивный директор солигорского «Шахтёра». В январе 2023 года Владимир был задержан по подозрению в мошенничестве. В мае 2023 Контрольно-дисциплинарная комиссия Белорусской федерации футбола пожизненно запретила Владимиру заниматься любой деятельностью, сопряженной с Белорусской федерацией футбола, а также он может быть принудительно депортирован в Германию как обладатель немецкого паспорта. Это связано с организацией Владимиром договорного матча с «Белшиной» Бобруйск. Также он был оштрафован на 37 000 белорусских рублей. Клуб «Шахтёр» был лишён звания чемпиона Беларуси-2022.

## Достижения
- Чемпион Казахстана (2): 1992, 2000
- Обладатель Кубка Казахстана: 1992
- Обладатель Кубка Израиля: 1998
- Серебряный призёр чемпионата России (2): 1993, 1997
- Бронзовый призёр чемпионата России: 1996
- Финалист Кубка России: 1995
- Финалист Кубка Интертото: 1996
- В списках 33-х лучших футболистов России (4): № 3 — 1992, 1994, 1995, 1996
- По оценкам газеты «Спорт-Экспресс»:

Среди вторых нападающих: № 1 — 1993 (средний балл 6,02); № 2 — 1994 (6,00)
Среди первых нападающих: № 1 — 1996 (6,36); № 2 — 1997 (6,08); № 3 — 1995 (6,14)

## Семья
Жена Елена, домохозяйка. Сын Сергей и дочь Екатерина.